# Megalothorax massoudi
Megalothorax massoudi is een springstaartensoort uit de familie van de Neelidae. De wetenschappelijke naam van de soort is voor het eerst geldig gepubliceerd in 1978 door Louis Deharveng.